# Bruce Campbell (Historiker)
Bruce Becker Campbell (* 1955) ist ein US-amerikanischer Historiker.

## Leben und Forschung
Campbell erwarb 1988 einen PhD-Abschluss in Europäischer Geschichte an der University of Wisconsin in Madison. Gegenwärtig lehrt er am College of William & Mary als Associate Professor of German Studies.
Seine Forschungsschwerpunkte sind die Staatsgewalt, paramilitärische Organisationen, die deutsche Jugendbewegung der ersten Hälfte des 20. Jahrhunderts sowie nationalistische und Kriegsliteratur.
Er ist insbesondere mit Publikationen über die nationalsozialistische Sturmabteilung (SA) und andere paramilitärische deutsche Organisationen der Zeit zwischen den beiden Weltkriegen, wie das Freikorps Rossbach und die Schilljugend, hervorgetreten.

## Schriften
- From Landsknecht to Political Soldier: The Political and Military Development of the Highest Leaders of the SA, 1988.
- „The SA after the Röhm Purge“, in: Journal of Contemporary History Jg. 28 (1993), S. 659–674.
- „The Schilljugend: From Wehrjugend to Luftschutz“, in: Wolfgang R. Krabbe (Hrsg.): Politische Jugend in der Weimarer Republik, Bochum 1993, 183–201.
- Gerhard Rossbach, the Spielschar Ekkehard and the Cultural Attack on the Weimar Republic. In: Lothar Ehrlich / Jürgen John (Hrsg.): Weimar 1930. Politik und Kultur im Vorfeld der NS-Diktatur. Köln / Weimar / Wien 1998, S. 243–259.
- The SA Generals and the Rise of Nazism, Lexington 1998. (Neuauflagen 2004 und 2015)
- Death Squads in Global Perspective: Murder with Deniability, 2002.
- „'No Finer Land, Far and Wide ...': Music and National Identity in the Schilljugend, 1926–1998.'“, in: Pamela Potter/Sheila Applegate (Hrsg.): Music and German National Identity, University of Chicago Press, Chicago 2002.
- „The Radio Hobby, Government, and the Discourse of Catastrophe“, in: Susan Merrill Squier (Hrsg.): Communities of the Air: Radio Century, Radio Culture, Duke University Press, Durham 2003.
- Detectives, Dystopias, and Poplit. Studies in Modern German Genre Fiction, Rochester 2014.
- "The SA in the Gleichschaltung. The Context of Pressure and Violence", in: Hermann Beck/Larry Eugene Jones (Hrsg.): From Weimar To Hitler. Studies in the Dissolution of the Weimar Republic and the Establishment of the Third Reich, 1932–1934, 2019, S. 194–221.